# Mosken
Mosken ist eine unbewohnte Fjällinsel der Inselgruppe der Lofoten. Sie wird administrativ von der Inselgemeinde Værøy im Fylke Nordland, Norwegen verwaltet.
Die kleine Insel befindet sich ziemlich genau in der Mitte zwischen den Lofotinseln Moskenesøy und Værøy im berüchtigten Moskenstraumen, einer der weltweit stärksten Meeresströmung mit einer Gezeitenströmungsgeschwindigkeit von 25 km/h, der auch als Mahlstrom bekannt ist.

## Ehemalige Nutzung
In den vergangenen Jahrhunderten wurde auf Mosken eine wegen des warmen Golfstroms mögliche ganzjährige Schafhaltung betrieben. Die verfallenen Rorbu in der abgegangenen Siedlung „Svarven“ auf Mosken erzählen auch vom erfolgreichen Köhlerfang vergangener Tage.

## Arktische Vogelwelt
Die Mosken umgebenden Schären und Felseninseln sind in einen artenreichen Naturschutzgebiet für Seevögel zusammengefasst. Unter anderem spiegeln Krähenscharbe, Trottellumme, Wellenläufer, Sturmschwalbe, Eiderente und Teiste die Vielfalt wider.